# جوني ديمون
جوني ديمون (بالإنجليزية: Johnny Damon) (و. 1973  م) هو لاعب كرة االقاعدة، من الولايات المتحدة، ولد في فورت رايلي (كانساس)، يلعب كلاعب دفاع ‏.

## التعليم
تعلم في Dr. Phillips High School ‏.

## وصلات خارجية
- جوني ديمون على موقع دوري كرة القاعدة الرئيسي (الإنجليزية)
- جوني ديمون على موقعبيزبول رفرنس.كوم (الدوري الرئيسي) (الإنجليزية)
- جوني ديمون على موقعبيزبول رفرنس.كوم (الدوري الثانوي) (الإنجليزية)
- جوني ديمون على موقع إي إس بي إن.كوم (أم.أل.بي) (الإنجليزية)
- جوني ديمون على موقع مشجعي الرسوم البيانية (الإنجليزية)
- جوني ديمون على موقع قاعة فلوريدا للمشاهير الرياضية (الإنجليزية)

- جوني ديمون على موقع IMDb (الإنجليزية)
- جوني ديمون على موقع ميوزك برينز (الإنجليزية)
- جوني ديمون على موقع إن إن دي بي (الإنجليزية)
- جوني ديمون على موقع قاعدة بيانات الفيلم (الإنجليزية)